# Shimon Even
Shimon Even (en hébreu : שמעון אבן), né le 15 juin 1935 à Tel Aviv (Palestine mandataire) et mort le 1er mai 2004 est un chercheur israélien en informatique théorique. Ses principaux travaux concernent l'algorithmique, la théorie des graphes et la cryptographie. Il est membre du département d'informatique du Technion à partir de 1974. Shimon Even fut le directeur de thèse d'Oded Goldreich, un cryptographe éminent.

## Source
- (en) Cet article est partiellement ou en totalité issu de l’article de Wikipédia en anglais intitulé « Shimon Even » (voir la liste des auteurs).